# Marco Mazzaroppi
Marco Mazzaroppi (Cassino, 1550 – Cassino, 1620) è stato un pittore italiano.

## Biografia
Nato nella medievale San Germano, odierna Cassino, fu principalmente un pittore di soggetti religiosi. Poco si sa del suo operato, sono certi i primi studi compiuti presso la celebre abbazia di Montecassino dove il padre lavorava come servitore dell'abate Angelo De Faggis. Bernardo de Dominici nelle biografie documenta periodi di formazione sia a Roma che nelle Fiandre. Lo storico dell'arte Luigi Lanzi pone in risalto il suo stile più confacente agli stilemi fiamminghi. Uno dei suoi allievi fu Giacomo Manecchia, più tardi attivo a Napoli.

## Opere
(Elenco in aggiornamento)
Basilica cattedrale di Santa Maria Assunta e San Benedetto abate di Montecassino:
- XVI secolo, San Gregorio, opera documentata nella Cappella di San Gregorio il Grande.[1]
- XVI secolo, Martirio di Sant'Andrea Apostolo, opera documentata sul varco della Porta del Capitolo.[2]
- XVI secolo, San Benedetto e i capi degli ordini religiosi, opera documentata sul varco della Porta della Sacrestia.[3]
- XVI secolo, San Benedetto, opera documentata nella Cappella di San Benedetto della Cripta.[4]
- XVI secolo, San Benedetto e Santa Scolastica, dipinto, opera documentata nel monastero di Santa Maria Maddalena di Messina.[5]

Opere documentate nella chiesa di Sant'Andrea dell'Ordine benedettino di Sant'Andrea Vallefredda, due dipinti comprati a Roma da Luigi XIV di Francia, dipinti documentati nella matrice del paese natale, quadro documentato nella chiesa dell'Ordine dei frati minori cappuccini di San Germano e distrutto da un incendio nel 1799.
- XVI secolo, Dipinto documentato nella Cappella del Noviziato dell'abbazia di Montecassino.[6]
- XVI secolo, Dipinto documentato nella Cella di San Benedetto dell'abbazia di Montecassino.[7]
- XVI secolo, Martirio di San Placido, dipinto documentato nella prima stanza dell'Appartamento di San Benedetto dell'abbazia di Montecassino.[7]
- XVI secolo, San Benedetto, dipinto documentato nella prima stanza dell'Appartamento di San Benedetto dell'abbazia di Montecassino.[7]
- XVI secolo, Invenzione della Croce, dipinto documentato nella prima stanza dell'Appartamento di San Benedetto dell'abbazia di Montecassino.[7]
- XVI secolo, Vergine Maria raffigurata tra San Benedetto, Santa Scolastica e San Mauro nell'atto di recuperare San Placido caduto nel lago, dipinto documentato nella prima stanza dell'Appartamento di San Benedetto dell'abbazia di Montecassino.[7]
- XVI secolo, San Germano e San Placido sedenti, dipinto documentato nella seconda stanza dell'Appartamento di San Benedetto dell'abbazia di Montecassino.[8]
- XVI secolo, San Benedetto, dipinto a mezzobusto documentato nella seconda stanza dell'Appartamento di San Benedetto dell'abbazia di Montecassino.[8]
- XVI secolo, Martirio di San Placido e compagni, dipinto a mezzobusto documentato nella seconda stanza dell'Appartamento di San Benedetto dell'abbazia di Montecassino.[8]
- XVI secolo, Dipinti documentati nella seconda stanza dell'Appartamento di San Benedetto dell'abbazia di Montecassino.[8]
- XVI secolo, San Benedetto attorniato da Santi consegna la Regola alla Vergine Maria, dipinto documentato nella terza stanza dell'Appartamento di San Benedetto dell'abbazia di Montecassino.[9]
- XVI secolo, Natività, dipinto documentato nella terza stanza dell'Appartamento di San Benedetto dell'abbazia di Montecassino.[9]